# Зијемље (Мостар)
Зијемље је насељено место у граду Мостару које административно припада Херцеговачко-неретванском кантону, Федерација БиХ, Босна и Херцеговина. Зијемље је подељено међуентитетском линијом између општине Источни Мостар и града Мостара. Према попису становништва из 2013. у насељу је живело 4 становника.

## Становништво
Према попису становништва из 2013. године у месту је било 4 становника. Насеље је у потпуности настањено Бошњацима.
| Национални састав према попису из 2013.‍ | Национални састав према попису из 2013.‍ | Национални састав према попису из 2013.‍ | Национални састав према попису из 2013.‍ | Национални састав према попису из 2013.‍ |
| --------------------------------------- | --------------------------------------- | --------------------------------------- | --------------------------------------- | --------------------------------------- |
|                                         |                                         |                                         |                                         |                                         |
| Бошњаци                                 | Бошњаци                                 |                                         | 4                                       | 100%                                    |
| Укупно: 4                               |                                         |                                         |                                         |                                         |

Ранији пописи:
| Националност | 1991.      | 1981.       | 1971.       | 1961.       |
| Срби         | 95 (62,1%) | 219 (61,2%) | 469 (64,7%) | 623 (68,5%) |
| Муслимани    | 57 (37,2%) | 137 (38,3%) | 253 (34,9%) | 139 (15,3%) |
| Хрвати       | —          | —           | 3 (0,4%)    | 37 (4,1%)   |
| Југословени  | 1 (0,6%)   | 2 (0,6%)    | —           | 109 (11,9%) |
| Црногорци    | —          | —           | —           | 2 (0,2%)    |
| Укупно       | 153        | 358         | 725         | 910         |